# Старо-Загорська єпархія
Старо-Загорська єпархія (болг. Старозагорска епархия) — єпархія Православної церкви Болгарії з катедрою в Старій Загорі і архієрейськими намісництвами в Казанлиці, Чирпані, Новій Загорі, Свиленграді і Харманлі.

## Єпископи
- Максим (Пелов) (1886-1891), в.о.
- Мефодій (Кусев) (14 липня 1896 — 1 листопада 1922)
- Павло (Константинов) (23 березня 1923 — 5 жовтня 1940)
- Климент (Кінов) (15 грудня 1940 — 13 лютого 1967)
- Панкратій (Дончев) (12 липня 1967 — 22 липня 1992)
- Нестор (Кристев) (липень 1992-1993), в.о.
- Григорій (Стефанов) (1994 — 12 січня 1995), в.о.
- Панкратій (Дончев) (12 грудня 1995 — 16 липня 1998)
- Галактіон (Табаков) (27 лютого 2000 — 28 вересня 2016)
- Антоній (Михалев)[bg] (28 вересня — 11 грудня 2016), в.о.
- Кипріян (Казанджієв) (11 грудня 2016 — )

## Духовні околії
Розділена на шість духовних околій:
- Старозагорська духовна околія
- Казанлишська духовна околія
- Новозагорська духовна околія
- Свіленградська духовна околія
- Харманлійська духовна околія
- Чірпанська духовна околія

## Митрополити

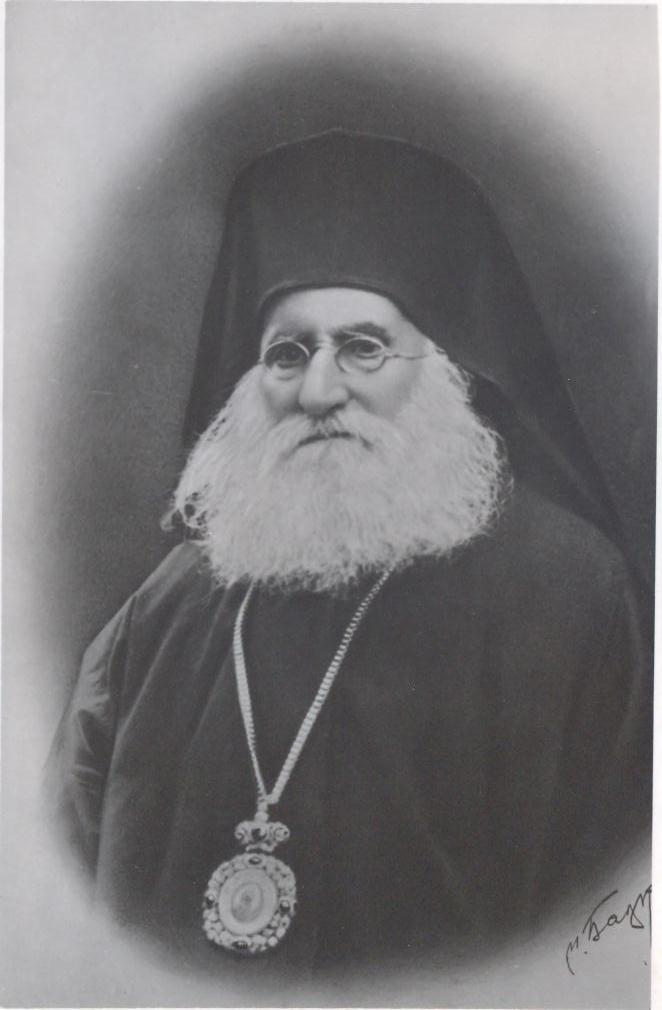
Митрополит Методій
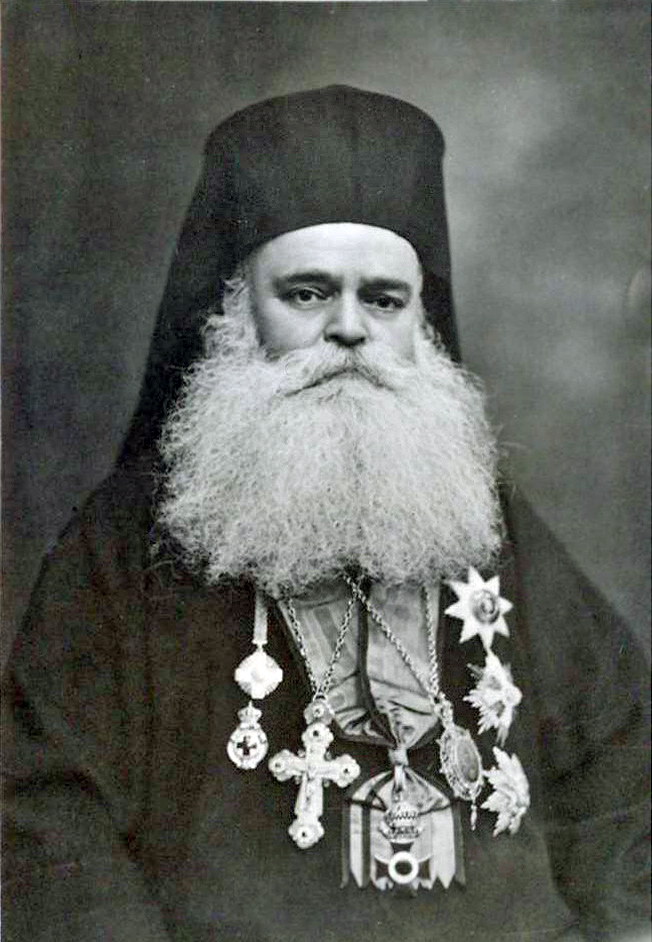
Митрополит Павел
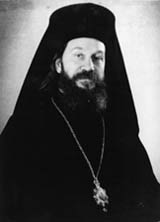
Митрополит Климент